# Alcis ochronigra
Alcis ochronigra là một loài bướm đêm trong họ Geometridae.